# Хампи
Хампи (на каннада: ಹಂಪೆ) е село в щата Карнатака, Югозападна Индия.
Разположено е сред развалините на древния град Виджаянагара, столица на империята Виджаянагара от XIV-XVII век. Запазени са множество архитектурни паметници, главно свързани с индуизма, част от които са обявени за обект на световното наследство на ЮНЕСКО.